# Герц, Александр
Александр Герц (1879, Варшава — 26 января 1928, там же) — польский деятель культуры, кинорежиссёр и сценарист. Основатель первой польской киностудии «Sfinks» (1909).
В конце XIX — начале XX веков работал в банке. Симпатизировал революционерам. За оказание помощи и укрытие нелегалов-деятелей Польской социалистической партии, в том числе Ю. Пилсудского, подвергся аресту.
После этого потерял работу. Был безработным. Занялся кинематографом. В 1909 году стал инициатором и создателем Варшавского паевого общества «Сфинкс» (пол. Warszawskie Towarzystwo Udziałowe „Sfinks”) — первой в Царстве Польском киностудии по производству фильмов. Первоначально выпускал короткометражные фильмы, показывающие интересные факты и моменты жизни, например полёт аэроплана. Первый художественный фильм студии «Сфинкс» вышел на экраны страны в 1911 году.
Похоронен на еврейском кладбище в Варшаве.

## Избранная фильмография

### Режиссёрские работы
- 1912: Брюки господина / Spodnie jaśnie pana
- 1913: Беспутные / Wykolejeni
- 1914: Бог войны / Bóg wojny
- 1915: Шпион / Szpieg
- 1917: Арабелла / Arabella
- 1918: Князь Юзеф Понятовский / Książę Józef Poniatowski
- 1918: Мужчина / Mężczyzna
- 1919: Для счастья / Dla szczęścia
- 1919: Криста / Krysta
- 1927: Земля обетованная / Ziemia obiecana

## Сценарии
- 1917: Бестия / Bestia
- 1912: Предрассудки / Przesądy